# ドナー湖
ドナー湖（どなーこ、英語: Donner Lake）は、アメリカ合衆国カリフォルニア州北東、シエラネバダ山脈東側の斜面に所在する淡水湖。さらに大きなタホ湖の北西約20 mi (32 km)に位置する。モレーンが、天然のダムになり形成されたモレーン・ダム湖である。トラッキーに属し、北に州間高速道路80号線、南にシャレンバーガー峰が位置する。ユニオン・パシフィック鉄道の線路は、シャレンバーガー峰に沿って敷設されており、最初の大陸横断鉄道の線路を忠実に踏襲している。アメリカ合衆国で最初の大陸横断道であるリンカーン・ハイウェイとアメリカ国道40号線（ルート40）の歴史的なルートは、ドナー湖の北岸に沿っており、ドナー湖を一望できる個所からドナー峠へと登っていく経路をとっている。
この湖と峠の名前は、アメリカ西部開拓時代の悲劇として知られているドナー隊に因んでいる。ドナー隊は、1846年の冬にこの湖の傍で越冬せざるを得なくなり、隊員の多数が餓死し、生存者も食人行為へと追い詰められていった。ドナー・メモリアル州立公園が湖の東端に設けられており、キャンプ場と幾つかの異なる場所の湖岸へのアクセス路も設置されている。また、公園内には複数のハイキングコースも設けられている。

## 釣り
カリフォルニア州土地委員会の計測によれば、ドナー湖の深さは最も深いところで238 ft (73 m)である。この最深点は、北岸のガードレールから少し離れた倒木のある場所である。また海抜5,936 ft (1,809 m)である。
ドナー湖は、アメリカ合衆国の中でも最大級のレイクトラウトの生息地である。更に、ヒメマスと同等のニジマスやブラウントラウトも生息している。釣り人は、最大のレイクトラウトを釣るため、ヒメマスとニジマス用のプラグを備えたダウンリガーを用いたトローリングを行っている。春と秋の間、レイクトラウトは、水面近くに上ってくるため、この時が一年の中で唯一浅瀬で釣り上げるチャンスである。
公のボート用の斜路は、トラッキー・ドナー・レクリエーション・アンド・パークス・ディストリクト（英語: Truckee Donner Recreation & Parks District）によって、ドナー湖北西で運用されている。ボートを入水させる際に料金が必要となる。また、ドナー湖では、動力船とヨットの双方を使うことが認められている。
カリフォルニア環境衛生危険性評価局（英語: California Office of Environmental Health Hazard Assessment、OEHHA）は、この水域で釣り上げられた魚に含まれる水銀とポリ塩化ビフェニルに関して、勧告を出している。この勧告では、この水域で釣り上げられた魚を安全に食すための助言がなされている。

## レクリエーション
ドナー・メモリアル州立公園は、ドナー湖の東岸と南岸の一部を区域に含み、南端はシャレンバーガー峰に達している。夏には、キャンプ、ピクニック、ボート、釣り、水上スキー、ウィンドサーフィン、ハイキング、そしてマウンテンバイクが行われている。冬には、クロスカントリースキーやスノーシューが行われる。公園には、開拓者の銅像が建立されており、公園を訪れる人々を年中迎えている。この銅像は、19世紀中頃に東方からカリフォルニアを目指して、移住してきたドナー隊を記念して作成された。銅像の高さは、23 ft (7.0 m)であり、この高さは1846年冬に、ドナー隊が峠越えに失敗し、ドナー湖近隣で越冬せざるを得なかった時の豪雪の積雪高とされている。

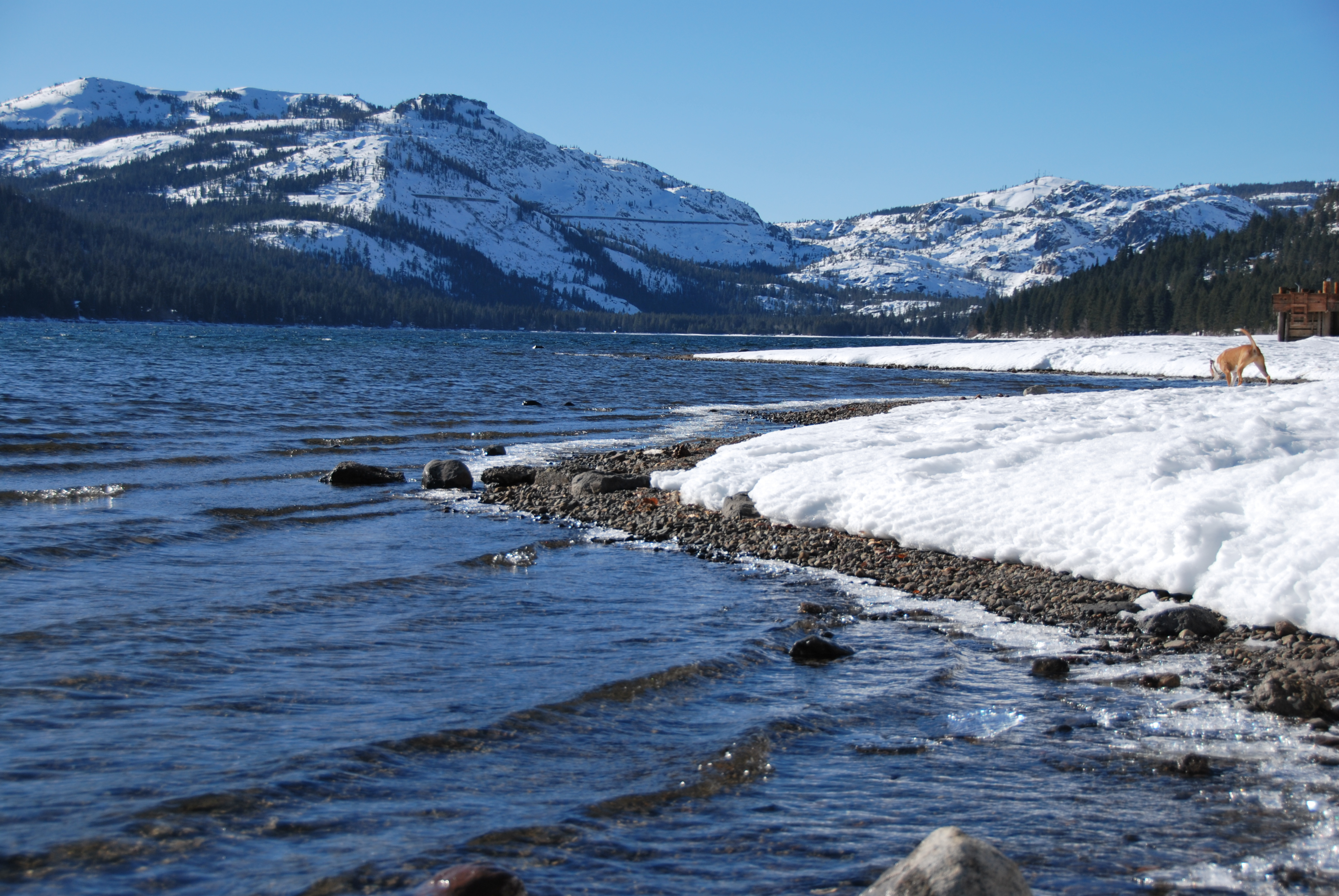
北東岸より撮影。湖の先にドナー峠が見える

ドナー湖の北岸は、水泳者とボートがそれぞれ使うことのできる公のドックが1.5 mi (2.4 km)に渡って設けられている。毎年、トラッキーの町では、ドナー湖トライアスロン（英語: Donner Lake Triathlon）を開催している。このトライアスロンは、スプリント・トライアスロンと、スタンダード・ディスタンス。

### ハイキング

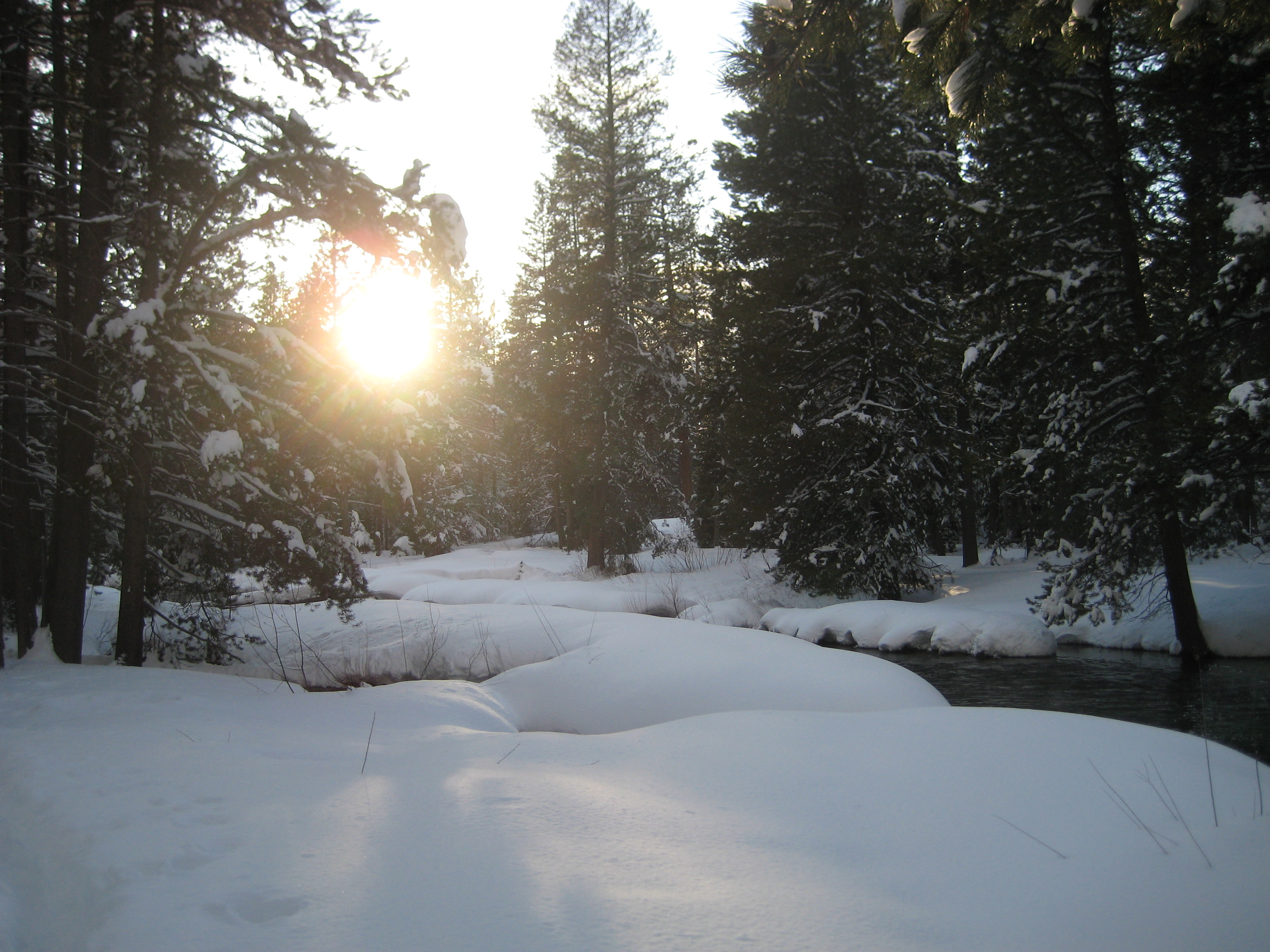
冬のドナー・メモリアル州立公園でのハイキング時に撮影

公園内には、凡そ4.5 mi (7,200 m)のハイキングコースが設けられている。公園訪問者は、コールドストリーム峡谷に合法的に駐車可能である。この峡谷には、公園の先にあるアメリカ合衆国森林局（英語: U.S. Forest Service）とパシフィック・クレスト・トレイル（英語: Pacific Crest trail）に続く、主要な移民の通った道が通っていた。ドナー湖は、凡そ外周8 mi (13 km)であり、素晴らしいハイキングコースとなっている。

### キャンプ
公園内には、154のキャンプサイトがあり、湖岸には日帰りエリアも設けられている。湖畔の遊歩道には、この地域の自然や文化について解説する18枚の看板が設置されている。